# بطولة الأمم الخمس 1975
بطولة الأمم الخمسة 1975 (بالإنجليزية: 1975 Five Nations Championship)‏ هو الموسم 81 من  بطولة الأمم الخمسة. أقيم خلال الفترة 18 يناير 1975 وحتى 15 مارس 1975، وكان عدد الأندية المشاركة فيه  5، وفاز فيه منتخب ويلز الوطني لاتحاد الرغبي.